# Joel Grodowski
Joel „Jonny“ Grodowski (* 30. November 1997 in Selm) ist ein deutscher Fußballspieler. Er steht bei Arminia Bielefeld unter Vertrag.

## Karriere
Grodowski spielte bis 2017 beim PSV Bork in der Kreisliga A Unna-Hamm, wo er in der Saison 2016/17 in 30 Spielen 53 Tore erzielte. Daraufhin wechselte er zu Bradford City in die drittklassige League One. Nachdem er dort in einer Saison auf nur einen Einsatz gekommen war, wechselte er 2018 zurück nach Deutschland in die Oberliga Westfalen zur Hammer SpVg.
Nach einem erfolgreichen Jahr und 15 Saisontoren wechselte er zur Saison 2019/20 zum Drittligisten Preußen Münster. Sein Pflichtspieldebüt für Münster gab er am 8. Spieltag im Heimspiel gegen den FC Viktoria Köln. Eine Woche später erzielte er beim 2:2 im Auswärtsspiel beim Halleschen FC sein erstes Tor. Mit den Preußen stieg er am Saisonende in die Regionalliga West ab.
Zur Saison 2021/22 wechselte Grodowski zum SC Verl.
Nach zwei Spielzeiten wechselte er im Sommer 2023 zurück zu Preußen Münster. In seiner ersten Saison, die er erneut für Preußen Münster bestritt, gelang ihm der Aufstieg in die 2. Fußball-Bundesliga. Zugleich verpasste er den Titel des Torschützenkönigs, ebenso wie sein Mannschaftskollege Malik Batmaz, um lediglich einen Treffer.
In der Winter-Transferphase der 2.-Liga-Saison 2024/2025 wechselte Grodowski zum damaligen Drittligisten Arminia Bielefeld.

## Erfolge
Preußen Münster
- Aufstieg in die 2. Bundesliga: 2024

Arminia Bielefeld
- Meister 3. Liga und Aufstieg in die 2. Bundesliga: 2025